# Йод I (Бургундия)
Одо I, наричан Рижия или Борел (на френски: Eudes I le Roux, Odo I der Rote; * 1058; † 1102, Тарс) е херцог на Бургундия през 1079 – 1102 г.

## Живот
Одо I е внук на Роберт I († 21 март 1076) и вторият син на принц Хейнрих Донцел (* 1035, † 1070) и на Сибила (1035 – 1074), дъщеря на граф Беренгар Раймунд I от Барселона.
През ноември или октомври 1079 г. той поема Херцогство Бургундия от своя брат Хуго I, който се оттегля в манастир. Заедно с брат си, епископ Роберт от Лангрес, Одо основава манастира Сито.
През 1086 г. той тръгва с войска към Испания, за да помага на своя чичо крал Алфонсо VI от Кастилия, в боевете против маврите. Одо се присъединява към Кръстоносен поход от 1101 г., където през 1102 г. умира в Тарс в Киликия. Той е пренесен в родината и погребан в манастир Сито.

## Фамилия
Той е женен от 1080 г. за Сибила (* 1065, † сл. 1103), дъщеря на пфалцграф Вилхелм I от Бургундия, с която има четири деца:
- Елена (* 1080; † 1142)
  - ∞ 1095 с Бертран († 1112), граф на Тулуза и Триполи
  - ∞ 1115 с граф Вилхелм III Талвас от Понтийо († 1171, Дом Монтгомери)
- Флорина († 1097 Филомелион в Мала Азия)
  - ∞ принц (кръстоносеца) Свен от Дания († 1097)
- Хуго II (* 1084; † 1143), херцог на Бургундия
- Хайнрих (* 1087; † 9 март 1131), монах в Citeaux